# Acer tutcheri
Acer tutcheri är en kinesträdsväxtart som beskrevs av John Firminger Duthie. Acer tutcheri ingår i släktet lönnar, och familjen kinesträdsväxter. Inga underarter finns listade i Catalogue of Life.